# 巴拿马万国博览会

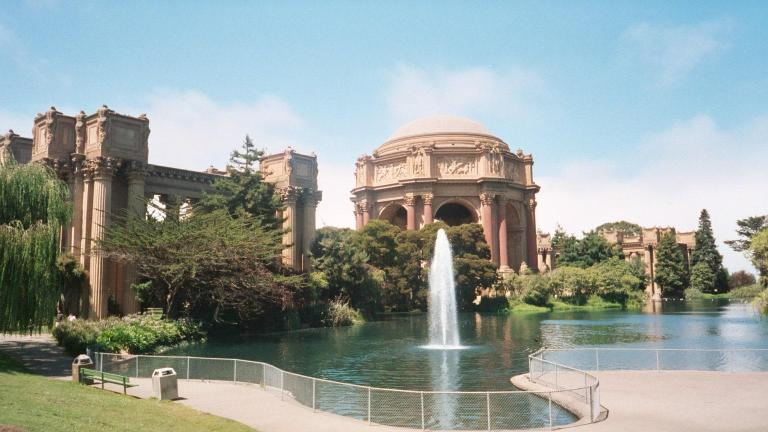
唯一留存（重建）到现在的建筑物：艺术宫

巴拿马太平洋万国博览会 (PPIE)是1915年在旧金山举办的一届世界博覽會。表面目的是庆祝巴拿马运河竣工，但广泛认为是为了展示1906年舊金山大地震的重建结果。 

## 奖励
设立6个奖项等级：
- 大奖章（Grand Prize）
- 名誉奖章（Medal of Honor）
- 金质奖章（Gold Medal）
- 银质奖章（Silver Medal）
- 铜质奖章（Bronze Medal）
- 口头表彰奖（Honorable Meda，无奖牌）

整个博览会期间，共评出25527个获奖产品，其中实发奖章20344块，奖状25527张。

## 中国参博
北洋政府农商部全权办理参博事宜，专门成立了筹备巴拿马赛会事务局，局长兼监督陈淇；各省成立筹备巴拿马赛会出口协会，征集参博物品。筹备巴拿马赛会事务局颁发了《办理各处赴美赛会人员奖励章程》：“凡各处办理出品人员征集出品赴美能得到大奖章3种以上，由本局呈报农商部转呈大总统分别核给各等勋章；能得金牌10种以上或银牌20种以上、铜牌40种以上、奖状50种以上者，由本局呈请农商部分别给各项褒奖以示奖励”；“凡办理出品人员赴美赛如能改良国际商品、倡导海外贸易确有成绩著述者，由本局查实呈请农商部转呈大总统核奖各等勋章”。中国展品获奖章1218枚。

## 延伸阅读
- Laura A. Ackley, "San Francisco's Jewel City: The Panama-Pacific International Exposition of 1915." Berkeley, CA: Heyday, 2014.
- Lee Bruno, "Panorama: Tales from San Francisco's 1915 Pan-Pacific International Exposition." Petaluma, CA: Cameron+Company, 2014.
- Abigail M. Markwyn, "Empress San Francisco: The Pacific Rim, the Great West, and California at the Panama-Pacific International Exposition." Lincoln, NE: University of Nebraska Press, 2014.
- Sarah J. Moore, Empire on Display: San Francisco's Panama-Pacific International Exposition of 1915. Norman, OK: University of Oklahoma Press, 2013.